# The Best Live
The Best Live è un album di Sergio Coppotelli registrato dal vivo al Monte Compatri Jazz Festival (Roma) nell'agosto del 1994.

## Tracce
1. Everithing's Music
2. Caravan
3. Remembering Gil
4. Autumn Leaves
5. Well You Needn't
6. Calypso For You
7. Swinging March

## Musicisti
- Sergio Coppotelli: chitarra
- Stefano Di Battista: sax soprano/alto
- Cinzia Gizzi: piano
- Pino Sallusti: contrabbasso
- Carlo Bordini: batteria